# Liste der Baudenkmäler in Erkrath
Die Liste der Baudenkmäler in Erkrath enthält die denkmalgeschützten Bauwerke auf dem Gebiet der Stadt Erkrath im Kreis Mettmann in Nordrhein-Westfalen (Stand: 4. Januar 2012). Diese Baudenkmäler sind in der Denkmalliste der Stadt Erkrath eingetragen; Grundlage für die Aufnahme ist das Denkmalschutzgesetz Nordrhein-Westfalen (DSchG NRW).

## Baudenkmäler
Die Denkmalliste der Stadt Erkrath umfasst 72 Baudenkmäler, davon befinden sich 33 im Ortsteil Erkrath, 38 im Ortsteil Hochdahl und 1 im Ortsteil Unterfeldhaus. Die Einträge bestehen aus – falls vorhanden – einer Fotografie des Denkmals, dem Objektnamen bzw. kursiv dem Gebäudetyp, der Adresse, dem Datum der Eintragung in die Denkmalliste sowie der von der unteren Denkmalbehörde vergebenen Listennummer. Hinzu kommen kurze Beschreibungen und Angaben zur Bauzeit.
| Bild                             | Bezeichnung                                                              | Lage | Beschreibung | Bauzeit                           | Eingetragen seit | Denkmal- nummer |
| -------------------------------- | ------------------------------------------------------------------------ | --- | --- | --------------------------------- | ---------------- | --------------- |
| weitere Bilder                   | Ehemalige Rohrsmühle                                                     | Unterfeldhaus Am Tönisberg 8                                                                              | Ein Schild der Stadt Erkrath am Eingang unterhalb der Hausnummer erläutert: „Rohrsmühle. 1448 urkundlich zuerst erwähnt. 1641 als Rohrsmühlen mit Teich am Eselsbach dargestellt. Anfang 1800 im Besitz von Friedrich Spieker. Einbau einer Wollspinnerei. 1843 Brand, Wiederaufbau 1844. Seit 1918 im Besitz der Familie Weber. 1970 Einstellung des Mühlenbetriebs. Restaurierung seit 1985.“ |                                   |                  | 28/84           |
| weitere Bilder                   | Bahnhofsgebäude und Toilettenhäuschen                                    | Erkrath Bahnstraße 1 Karte                                                                                | ehemaliges Bahnhofsgebäude (das zweite), im Obergeschoss wohnte einst der Bahnhofvorsteher, Historischer Wartesaal 1. Klasse. Umbau zum Café und Buchhandlung/Antiquariat | um 1900 (vor 1907) Renoviert 2009 |                  | 62/91           |
| weitere Bilder                   | Bahnsteig- bzw. Markthalle                                               | Erkrath Bavierstraße                                                                                      | |                                   |                  | 49/86           |
| weitere Bilder                   | Villa                                                                    | Erkrath Bahnstraße 10                                                                                     | Ehemaliges Bürgermeisterhaus, heute in Privatbesitz. |                                   |                  | 75/04           |
| weitere Bilder                   | Rathaus                                                                  | Erkrath Bahnstraße 16                                                                                     | Rathaus, Bürgermeisterbüro und Stadtratssaal. Im rechten Anbau mit dem Sprichwort „Spare in der Zeit, dann hast du in der Not“ auf dem Torbogen ehemals Sparkasse, heute Standesamt. | 1899                              |                  | 02/84           |
| weitere Bilder                   | Ehemaliges Kurhaus                                                       | Erkrath Bahnstraße 18                                                                                     | Kurhaus (um etwa 1842), Heim für Fabrikarbeiterinnen der Weberei de Weerth (1900–1919), Berufsschule (1929–1942), Büro der NSDAP (1942–1945), danach Polizei-Dienststelle, heute Mietbüros im Obergeschoss und Gastronomie. | 1833                              |                  | 01/84           |
| weitere Bilder                   | Fassade eines Wohnhauses                                                 | Erkrath Bahnstraße 30                                                                                     | |                                   |                  | 27/84           |
| weitere Bilder                   | Wohn- und Geschäftshaus                                                  | Erkrath Bahnstraße 43                                                                                     | |                                   |                  | 65/96           |
| weitere Bilder                   | Evangelische Kirche                                                      | Erkrath Bahnstraße 55                                                                                     | | 1828–1831                         |                  | 03/84           |
| weitere Bilder                   | Evangelisches Pastorat                                                   | Erkrath Bahnstraße 64                                                                                     | |                                   |                  | 04/84           |
| weitere Bilder                   | Wohnhaus (ehemaliger Bauernhof)                                          | Erkrath Bahnstraße 68 Karte                                                                               | |                                   |                  | 05/84           |
| weitere Bilder                   | Ehemalige Schule                                                         | Hochdahl Bruchhauser Str. 47/49 Karte                                                                     | |                                   |                  | 54/89           |
| weitere Bilder                   | Gut Bruchhausen                                                          | Hochdahl Bruchhauser Str. 52 Karte                                                                        | |                                   |                  | 39/86           |
| weitere Bilder                   | Ehemalige Volksschule Millrath                                           | Hochdahl Dorfstraße 9–11 Karte                                                                            | |                                   |                  | 68/99           |
| weitere Bilder                   | Gut Oberdahlhaus                                                         | Erkrath Dorper Weg 3 Karte                                                                                | |                                   |                  | 09/84           |
| weitere Bilder                   | Landschaftspark Kröner auch Ginkhof-Park genannt                         | Erkrath Düsseldorfer Str. 1 Karte                                                                         | Der Park ist nicht öffentlich zugänglich |                                   |                  | 73/02           |
| Pförtnerhaus Morp                | Pförtnerhaus Morp                                                        | Erkrath Düsseldorfer Str. 10–14                                                                           | |                                   |                  | 10/84           |
| weitere Bilder                   | Hofanlage Morp                                                           | Erkrath Düsseldorfer Str. 16                                                                              | |                                   |                  | 11/84           |
| weitere Bilder                   | Dammer Mühle                                                             | Erkrath Düsseldorfer Str. 47                                                                              | |                                   |                  | 72/02           |
| weitere Bilder                   | Wohnhäuser                                                               | Erkrath Düsselstraße 40 und 42 Karte                                                                      | |                                   |                  | 50/87           |
| weitere Bilder                   | Kapelle Am Korresberg (Heiligenhäuschen)                                 | Erkrath Erkrather Straße                                                                                  | Katholische Kapelle |                                   |                  | 30/85           |
| weitere Bilder                   | Heilig-Geist-Kirche (Erkrath)                                            | Erkrath Brechtstraße                                                                                      | Katholische Kirche | 1969 bis 1971                     |                  | 80/22           |
| weitere Bilder                   | Villa Bayer                                                              | Hochdahl Falkenberg 1                                                                                     | Ehemaliger Altersruhesitz von Friedrich Bayer, heute Firmensitz einer Zeitarbeitsfirma. | 1898/99                           |                  | 46/86           |
| weitere Bilder                   | Gartenpavillon der Villa Bayer                                           | Hochdahl Falkenberg 1                                                                                     | |                                   |                  | 47/86           |
| weitere Bilder                   | Ehem. Kutscherhaus der Villa Bayer                                       | Hochdahl Falkenberg 2 Karte                                                                               | |                                   |                  | 77/09           |
| weitere Bilder                   | Ehem. Gärtner- bzw. Bedienstetenhaus der Villa Bayer                     | Hochdahl Falkenberg 2a Karte                                                                              | |                                   |                  | 78/09           |
| weitere Bilder                   | Wohnhaus                                                                 | Hochdahl Feldhof 8/9 Karte                                                                                | |                                   |                  | 41/86           |
| weitere Bilder                   | Herrschaftliche Villa mit Nebengebäuden und Park                         | Hochdahl Feldhof 14 Karte                                                                                 | |                                   |                  | 42/86           |
| weitere Bilder                   | Alte Papierfabrik (Werkskomplex Pose-Marré)                              | Erkrath Alte Papierfabrik 12-30, Bernsauplatz 6-12                                                        | Hallen der ehemaligen Papierfabrik Bernsau, später vom Edelstahlwerk Pose Marré erworben und genutzt, inzwischen zur Wohn- und Gewerbe-Immobilie umgebaut. | 1878                              |                  | 76/05           |
| weitere Bilder                   | Haus Unterbach                                                           | Erkrath Gerresheimer Landstr. 63                                                                          | |                                   |                  | 13/85           |
| weitere Bilder                   | Steingaden                                                               | Erkrath Gödinghover Weg 19 Karte                                                                          | |                                   |                  | 35/86           |
| weitere Bilder                   | Hof Gretenberg                                                           | Hochdahl Gretenberg 1 Karte                                                                               | |                                   |                  | 43/86           |
| weitere Bilder                   | Gut Stahlenhaus                                                          | Hochdahl Gruitener Str. 32 Karte                                                                          | |                                   |                  | 37/86           |
| weitere Bilder                   | Backsteinhaus                                                            | Hochdahl Gut Clef 8 Karte                                                                                 | |                                   |                  | 07/84           |
| weitere Bilder                   | Fachwerkhaus                                                             | Hochdahl Gut Clef 10–14 Karte                                                                             | |                                   |                  | 8/84            |
| Ehem. Scheune                    | Ehem. Scheune                                                            | Hochdahl Gut Clef 24/26 Karte                                                                             | |                                   |                  | 06/84           |
| weitere Bilder                   | Haus Brück                                                               | Erkrath Haus Brück 1                                                                                      | |                                   |                  | 16/84           |
| Wohnhaus in Fertigteilbauweise   | Wohnhaus in Fertigteilbauweise                                           | Hochdahl Haaner Str. 100 Karte                                                                            | |                                   |                  | 53/88           |
| weitere Bilder                   | Ehemalige Fabrik (Seidenweberei)                                         | Hochdahl Hauptstraße 37 Karte                                                                             | |                                   |                  | 51/88           |
| weitere Bilder                   | Ehemalige Schule                                                         | Hochdahl Hildener Str. 17 Karte                                                                           | |                                   |                  | 04/00           |
| weitere Bilder                   | Ehemalige Direktorenvilla                                                | Hochdahl Hüttenstraße 28 Karte                                                                            | |                                   |                  | 34/86           |
| weitere Bilder                   | Kirche St. Johannes der Täufer                                           | Erkrath Kirchstraße 1                                                                                     | |                                   |                  | 29/85           |
| Wegekreuz 2                      | Wegekreuz 2                                                              | Erkrath Kirchstraße 1                                                                                     | Wegekreuz in Erkrath in unmittelbarer Nähe zur katholischen Kirche St. Johannes der Täufer und dem Eingang des St. Josephsklosters. |                                   |                  | 31/85           |
| weitere Bilder                   | Wohnhaus                                                                 | Erkrath Kirchstraße 10                                                                                    | |                                   |                  | 45/85           |
| weitere Bilder                   | Wohnhaus                                                                 | Erkrath Kirchstraße 15                                                                                    | |                                   |                  | 14/84           |
| weitere Bilder                   | Wohnhaus                                                                 | Erkrath Kirchstraße 17                                                                                    | |                                   |                  | 15/84           |
| weitere Bilder                   | Grabfigur „Trauernder Engel mit Rosen“                                   | Erkrath Friedhof Kreuzstraße, Grabstätte Familie Albert Bernsau                                           | |                                   |                  | 56/90           |
| Alte Düsselbrücke zum Haus Brück | Alte Düsselbrücke zum Haus Brück                                         | Erkrath Mettmanner Str.                                                                                   | Die Brücke wurde beim sog. Jahrhunderthochwasser im Juli 2021 vollständig zerstört. |                                   |                  | 44/86           |
| weitere Bilder                   | Brücke, Kalkofen, Graben                                                 | Hochdahl Mettmanner Straße in Höhe Parkplatz P3 "Düsselbach", auf dem gegenüberliegenden Düsselufer Karte | |                                   |                  | 64/91           |
| weitere Bilder                   | Brückenpfeiler am westlichen und östlichen Ufer der Düssel, Brückenrampe | Hochdahl und Stadtgebiet Mettmann Neandertal 30 Karte                                                     | |                                   |                  | 79/09           |
| weitere Bilder                   | Bauernhof Schink                                                         | Hochdahl Neanderweg 10 Karte                                                                              | |                                   |                  | 33/84           |
| weitere Bilder                   | Neanderkirche                                                            | Hochdahl Neanderweg 19                                                                                    | |                                   |                  | 21/84           |
| weitere Bilder                   | Hof Papendelle                                                           | Erkrath Papendelle 19 Karte                                                                               | |                                   |                  | 22/84           |
| weitere Bilder                   | Forsthaus Morp (Villa Grillo)                                            | Erkrath Parkstraße 10                                                                                     | |                                   |                  | 23/84           |
| Park von Forsthaus Morp          | Park von Forsthaus Morp                                                  | Erkrath Parkstraße 10                                                                                     | |                                   |                  | 71/00           |
| weitere Bilder                   | Bahnhofsgebäude                                                          | Hochdahl Prof.-Sudhoff-Straße 1 Karte                                                                     | |                                   |                  | 57/87           |
| weitere Bilder                   | Stellwerk                                                                | Hochdahl Prof.-Sudhoff-Straße 1b                                                                          | |                                   |                  | 61/90           |
| weitere Bilder                   | Umlenkrolle mit Radkasten (siehe: Steilrampe Erkrath–Hochdahl)           | Hochdahl Prof.-Sudhoff-Straße                                                                             | |                                   |                  | 58/88           |
| weitere Bilder                   | Kapelle Schlickum                                                        | Hochdahl Schlickumer Weg Karte                                                                            | Die Kapelle wird auch als "Antoniuskapelle" bezeichnet. Sie steht auf der Motte Schlickum (Bodendenkmal 101/85) | 1506/1735                         |                  | 24/85           |
| weitere Bilder                   | Arbeiterhäuser                                                           | Hochdahl Schlieperweg 7–21 Karte                                                                          | |                                   |                  | 52/88           |
| weitere Bilder                   | Stindermühle                                                             | Erkrath Stindertalweg 50 Karte                                                                            | |                                   |                  | 25/84           |
| weitere Bilder                   | Kindshof                                                                 | Erkrath Stindertalweg 53 Karte                                                                            | |                                   |                  | 19/84           |
| weitere Bilder                   | Bauernhaus                                                               | Hochdahl Stolls 3 + 3a Karte                                                                              | |                                   |                  | 38/84           |
| weitere Bilder                   | Wohnhaus                                                                 | Hochdahl Thekhaus 18 Karte                                                                                | |                                   |                  | 48/86           |
| weitere Bilder                   | Ehemalige Arbeiterwohnhäuser                                             | Hochdahl Thekhaus 20 Karte                                                                                | |                                   |                  | 60/90           |
| weitere Bilder                   | Ehemaliges Kloster Maria Hilf                                            | Hochdahl Trills 20 Karte                                                                                  | |                                   |                  | 55/89           |
| weitere Bilder                   | Katholische Kirche St. Franziskus                                        | Hochdahl Trills 34                                                                                        | |                                   |                  | 17/85           |
| weitere Bilder                   | Ehemalige Volksschule Trills                                             | Hochdahl Trills 49 Karte                                                                                  | |                                   |                  | 63/91           |
| weitere Bilder                   | Alte Schmiede Püttbach                                                   | Hochdahl Trills 66 Karte                                                                                  | |                                   |                  | 74/03           |
| Hof Böllenschmied                | Hof Böllenschmied                                                        | Hochdahl Trills 108–112 Karte                                                                             | |                                   |                  | 18/84           |
| weitere Bilder                   | Wahnenmühle                                                              | Hochdahl Wahnenmühle 1 Karte                                                                              | |                                   |                  | 32/85           |
| weitere Bilder                   | Thunisbrücke                                                             | Hochdahl Winkelsmühler Weg                                                                                | |                                   |                  | 66/94           |
| weitere Bilder                   | Ehemaliger Lokschuppen                                                   | Hochdahl Ziegeleiweg 1                                                                                    | |                                   |                  | 59/90           |